# Ischnopteris chlorophaearia
Ischnopteris chlorophaearia är en fjärilsart som beskrevs av Walker 1860. Ischnopteris chlorophaearia ingår i släktet Ischnopteris och familjen mätare. Inga underarter finns listade i Catalogue of Life.